# Dos alas
Pour plus de détails, voir Fiche technique et Distribution.
Dos alas, ou Vuelo increible, est un film espagnol réalisé par Pascual Cervera, sorti en 1967.

## Fiche technique
- Titre : Dos alas
- Autre titre : Vuelo increible
- Titre anglais : Two Wings
- Réalisation : Pascual Cervera
- Scénario :  José E. Aranguren, Manuel Cantarero del Castillo, Pascual Cervera et Basilio Martín Patino
- Musique : Manuel Gracia
- Photographie : Francisco Fraile
- Montage : José Antonio Rojo
- Société de production : Arcadia Films et Organización Juvenil Española
- Société de distribution : Radio Films S.A.E. S.A.
- Pays d'origine :  Espagne
- Langue originale : espagnol
- Lieu de tournage : environs de Madrid
- Format : 35 mm / noir et blanc / mono
- Genre : Aventure, comédie dramatique
- Durée : 85 minutes
- Date de sortie : 7 mars 1967 en  Espagne

## Distribution
- Luis Bartolomé
- Agustín Bescos
- José Luis Blanco
- Jorge Cuadros
- Rufino Inglés
- Lola Lemos
- Jerónimo López
- Alfredo Mayo
- Ventura Ollé
- Paloma Pagés
- Erasmo Pascual
- Antonio Vela : Enrique

## Distinctions
Le film a gagné le prix du jeune public lors du Festival international du film de Gijón 1966.